# Claude Gillot
Claude Gillot (1673 i Langres—1722 i Paris) var en fransk maler og raderer. 